# Camilla Luddington
Camilla Anne Luddington (Ascot, 15 december 1983) is een Brits actrice. Ze is vooral bekend geworden door haar rol als Dr. Josephine "Jo" Wilson in de medische dramaserie Grey's Anatomy en door het verzorgen van de stem van Lara Croft in de videospelserie Tomb Raider.

## Levensloop
Luddington is geboren in de Britse plaats Ascot. Op elfjarige leeftijd begon ze aan een acteeropleiding aan de Italia Conti Academy of Theatre Arts. Op haar veertiende verhuisde ze naar Austin in de Verenigde Staten. Ze zat daar één jaar op Westwood High School. Nadien verhuisde ze terug naar het Verenigd Koninkrijk, waar ze de rest van haar schoolperiode doorbracht op The American International School in England (TASIS). In juli 2002 behaalde ze haar diploma.
Op haar negentiende begon Luddington aan een studie aan de Susquehanna University in Pennsylvania. Na zes maanden besloot ze echter om haar studie voort te zetten aan de New York Film Academy.

## Carrière

### Film
Luddington verkreeg in 2011 de hoofdrol van Kate in William & Kate: The Movie. In 2013 was ze te zien in de film The Pact II. In 2016 vertolkte ze de rol van Cecilia in de film The Healer.

### Televisie
Luddington heeft vooral rollen in de Verenigde Staten gehad. Zo had ze in eerste instantie onder meer rollen in Californication en True Blood, maar in juli 2012 kreeg Luddington een vaste gastrol in de medische dramaserie Grey's Anatomy als dokter Jo Wilson. In juni 2013 werd bekendgemaakt dat ze in het daaropvolgende seizoen (10) een vaste hoofdrol zou krijgen. In oktober 2012 was Luddington te zien in een speciale Halloweenaflevering van Fashion Police, tezamen met Joan Rivers, Kelly Osbourne, George Kotsiopoulos en Kris Jenner.

### Tomb Raider
In juni 2012 bevestigde Crystal Dynamics dat Luddington de stem van Lara Croft zou verzorgen in het videospel Tomb Raider. In juni 2014 werd bekendgemaakt dat er gewerkt werd aan een opvolger genaamd Rise of the Tomb Raider. Luddington bevestigde dat zij wederom de stem van Lara Croft zou verzorgen. In september 2018 had ze die rol ook in Shadow of the Tomb Raider.

## Privéleven
Op 21 oktober 2016 deelde Luddington het nieuws dat ze in verwachting was van een dochter die de naam Hayden zou krijgen. De vader was vriend en acteur Matthew Alan. Op 17 januari 2018 werd door Luddington het nieuws gedeeld dat het koppel verloofd was. Het huwelijk volgde op 17 augustus 2019. In 2020 werd zoon Lucas geboren.

## Filmografie

### Film
| Jaar | Titel                                                  | Rol              | Opmerkingen |
| ---- | ------------------------------------------------------ | ---------------- | ----------- |
| 2007 | A Couple of White Chicks at the Hairdresser            | Receptioniste #2 |             |
| 2009 | Behaving Badly                                         | Stewardess       |             |
| 2010 | Pride and Prejudice and Zombies: Dawn of the Dreadfuls | Jane Bennet      | Kortfilm    |
| 2010 | The Filming of Shakey Willis                           | Brooke           | Kortfilm    |
| 2014 | The Pact 2                                             | June Abbott      |             |
| 2016 | The Healer                                             | Cecilia          |             |
| 2017 | Justice League Dark                                    | Zatanna (stem)   |             |
| 2020 | Justice League Dark: Apokolips War                     | Zatanna (stem)   |             |

### Televisie
| Jaar       | Titel                                              | Rol                          | Opmerkingen                                                            |
| ---------- | -------------------------------------------------- | ---------------------------- | ---------------------------------------------------------------------- |
| 2010       | The Forgotten                                      | Emma Clark / Jane Doe        | Aflevering: "Train Jane"                                               |
| 2010       | CSI: Crime Scene Investigation                     | Claire                       | Aflevering: "Lost & Found"                                             |
| 2010       | Days of Our Lives                                  | Tiffany                      | 1 aflevering                                                           |
| 2010       | Big Time Rush                                      | Rebecca                      | Aflevering: "Big Time Concert"                                         |
| 2011       | The Defenders                                      | Talia                        | Aflevering: "Nevada v. Wayne"                                          |
| 2011       | Accidentally in Love                               | Sandra                       | Televisiefilm                                                          |
| 2011       | William & Kate: The Movie                          | Catherine Middleton          | Televisiefilm                                                          |
| 2011       | Friends with Benefitss                             | Vrouw                        | Aflevering: "The Benefit of Friends"                                   |
| 2012       | Serving Time                                       | Cammy                        | Aflevering: "Fresh Meet"                                               |
| 2012       | Friend Me                                          | Brandi                       | Niet-uitgezonden pilotaflevering                                       |
| 2012       | Californication                                    | Lizzie                       | 10 afleveringen                                                        |
| 2012       | True Blood                                         | Claudette                    | 6 afleveringen                                                         |
| 2012–heden | Grey's Anatomy                                     | Dr. Jo Wilson                | Vaste gastrol (seizoen 9) Hoofdrol (seizoen 10-heden) 188 afleveringen |
| 2013       | Tomb Raider: The Final Hours – A Story of Survival | Haarzelf / Lara Croft        | Televisiefilm                                                          |
| 2019       | Robot Chicken                                      | Nadia, Agent Marshall (stem) | Aflevering: "Garfield Stockman in: A Voice Like Wet Ham"               |

### Videospellen
| Jaar | Titel                     | Rol                      | Opmerkingen |
| ---- | ------------------------- | ------------------------ | ----------- |
| 2013 | Tomb Raider               | Lara Croft               |             |
| 2015 | Infinite Crisis           | Supergirl, The Construct | Omroepster  |
| 2015 | Rise of the Tomb Raider   | Lara Croft               |             |
| 2018 | Shadow of the Tomb Raider | Lara Croft               |             |